# Johann Philipp Neumann
Johann Philipp Neumann (29. prosince 1774 Třebíč – 3. října 1849 Vídeň) byl rakouský fyzik, knihovník a básník.

## Život
Narodil se v Třebíči na Moravě a studia dokončil na vídeňské univerzitě. V roce 1803 se stal profesorem fyziky na místním lyceu, v roce 1806 byl přesunut na Univerzitu ve Štýrském Hradci, kde se stal v roce 1811 rektorem. V roce 1815 se stal profesorem Polytechnického institutu ve Vídni (nynější Vídeňská technická univerzita). Zde v roce 1816 založil knihovnu, tu do roku 1845 i vedl.
Neumann byl přítelem skladatele Franze Schuberta. Neumann upravil překlad díla Šakuntala od Georga Forstera jako libreta pro operu, kterou Schubert připravil v roce 1820, ale nakonec ji nedokončil. Neumann byl příznivcem jednoduché hudební skladby, tak, aby ta mohla být poslouchána širokým publikem. Napsal v tomto duchu 8 chvalozpěvů a přeložil Otčenáš a přispěl ke Schubertově skladbě Deutsche Messe.
Do důchodu odešel v roce 1844 a zemřel ve Vídni v roce 1849.